# Faro a Colón
De Faro a Colón (Spaans: vuurtoren van Columbus) is een monument en mausoleum in Santo Domingo de Guzmán, de hoofdstad van de Dominicaanse Republiek, ter nagedachtenis aan de ontdekkingsreiziger Christoffel Columbus.
Het monument is gebouwd met gewapend beton met afmetingen van 210 meter van oost naar west en 59 meter van noord naar zuid. Het monument met vuurtoren-achtige kenmerken projecteert met 157 lichtbundels de vorm van een kruis, die zo krachtig zijn dat ze kunnen worden gezien in het naburige Puerto Rico. Zowel in het mausoleum als het museum is een permanente tentoonstelling te zien van objecten, waaronder een boot uit Cuba en Colombiaanse sieraden.

## Achtergrond
De Dominicaanse historicus Antonio Delmonte y Tejada beschreef in 1852 in zijn boek Geschiedenis van Santo Domingo het idee voor het oprichten van een monument ter ere van Columbus in Santo Domingo de Guzmán. In 1914 bracht de Amerikaanse Pulliam William Ellis het idee in de Amerikaanse pers. Het monument moest een baken worden in de eerste stad van de Nieuwe Wereld. In 1923 werd het idee algemeen aanvaard tijdens de viering van de Vijfde Internationale Conferentie in Chili. Het monument moest worden gebouwd in samenwerking met alle regeringen en volkeren van Amerika.
In 1927 werd een commissie aangesteld om te bepalen hoe het project zou worden uitgevoerd. De eerste fase begon vervolgens in 1929: een internationale jury beoordeelde 455 projectvoorstellen uit 48 landen. In 1931 werd vervolgens het winnende project gepresenteerd.
Het is een van de plekken waarvan verondersteld wordt dat Columbus' resten er worden bewaard. Na zijn dood werd hij een aantal keren herbegraven. Aanvankelijk lag zijn lichaam in een Franciscaner klooster in Valladolid. Zijn zoon Diego bracht het in 1509 over naar het familiemausoleum in Sevilla, maar na diens dood werd Columbus bijgezet in de Kathedraal van Santo Domingo. Via omzwervingen werd hij uiteindelijk bijgezet in een praalgraf in de Catedral de Santa Maria de la Sede in Sevilla, maar in de Dominicaanse Republiek zegt men dat het graf in Sevilla niet Columbus', maar dienst zoon Diego's resten bevat. Het echte graf zou zich nog in Santo Domingo de Guzmán bevinden.

## Bouw
De Schotse architect Joseph Lea Gleave won met een presentatie van meer dan 2300 schetsen. In 1950 hadden nog maar acht landen financiële bijdragen geleverd, die gezamenlijk minder dan 15.000 dollar bedroegen. De Dominicaanse regering wilde toch doorgaan met het project, waarvan in 1948 de fundamenten waren ingehuldigd. Van 1948 tot 1986 maakte de toenemende instabiliteit en de politieke situatie in het land het onmogelijk om de bouw te vervolgen. Tijdens de regering van Joaquín Balaguer werd de bouw hervat onder leiding van de Dominicaanse architect Teófilo Carbonell. Hij rondde in 1992 de bouw af, net op tijd voor de viering van de ontdekking van de Amerika's. De kosten bedroegen 70 miljoen Amerikaanse dollar.
Het monument, hoewel oorspronkelijk bedacht door Gleave als een mausoleum, werd aangepast om een permanente collectie van exposities van alle Amerikaans en enkele Europese en Aziatische landen te huisvesten, zoals gewenst door de voormalige president Balaguer.

## Inwijding
Op 6 oktober 1992 werden de mogelijke overblijfselen van Columbus overgeplaatst van de Kathedraal van Santo Domingo, waar ze vanaf 1544 lagen, naar het mausoleum in El Faro a Colón.
Op 11 oktober werd het Faro a Colón ingewijd met een mis opgedragen op de Esplanade door Paus Johannes Paulus II. Op 16 oktober van dat jaar werd het voor het publiek geopend.
- Library of Congress Control Number: sh99003918
- Nationale Bibliotheek van Israël: 987007293444905171
- Virtual International Authority File: 316746802